# Bathytoma hedlandensis
Bathytoma hedlandensis é uma espécie de gastrópode da família Borsoniidae.